# Лајта
Лајта (мађ. Lajta) је заједничка река Аустрије и Мађарске.
Реку Лајту формирају две реке: Шварца и Питен. Обе реке извиру у Бечком базену у Аустрији.
У делу тока између аустријских градова Ебенфирт, Лајтапродерсдорф, и градова Брук на Лајти, и Гатендорфа, низводније, река формира границу између Доње Аустрије и Бургенланда. То је уједно била стара аустријско-угарска граница до 1921. године.
Данашњи гранични део Лајте је код града Никелсдорфа, а цео даљи ток је кроз Мађарску. Лајта се улива у Дунав код града Мошонмађаровара.

## Историјски значај
После 1867. и раздвајања Хабзбуршке Монархије на Аустријско царство и Краљевину Мађарску, чиме је створена Аустроугарска, израз Транслајтанија (што значи: „преко Лајте“) је постао синоним за Мађарску. Цислајтанија („са ове стране Лајте“) је имала значење саме Аустрије, док се иста реч користила и за Галицију и Буковину иако су са оне стране Лајте (источно од Мађарске), али су припадале аустријском делу монархије.